# Verbascum samniticum
Verbascum samniticum là một loài thực vật có hoa trong họ Huyền sâm. Loài này được Ten. miêu tả khoa học đầu tiên năm 1832.